# Корсков, Владимир Васильевич
Владимир Васильевич Корсков (3 ноября 1916 года, Владивосток — (1 января 1995 года, Владивосток) — капитан парохода «Мореход Кусков» Сахалинского морского пароходства Министерства морского флота СССР, Холмск, Сахалинская область. Герой Социалистического Труда (1963).

## Биография
Родился в 1916 году в рабочей семье во Владивостоке. В 1931 году окончил семилетку и поступил в школу фабрично-заводского обучения при Дальзоводе, по окончании которой трудился токарем на этом же заводе. В 1934 году был призван на срочную службу в Красную Армию. С 1936 года обучался на судоводительном отделении Владивостокского морского техникума. В 1939 году вступил в ВКП(б). С 1940 года — 3-й, 2-й помощник капитана на судах «Москвальво» и «Урицкий» Дальневосточного морского пароходства. Во время Великой Отечественной войны в составе караванов доставлял грузы через Атлантический океан на пароходе «Урицкий». Во время войны с Японией воевал в составе десантной группы при доставке грузов на Курильские острова.
С 1947 года трудился в Сахалинском морском пароходстве. Перегонял суда из Польши на Сахалин. В 1960 году назначен капитаном парохода «Мореход Кусков». Под его руководством экипаж парохода «Мореход Кусков» завоевал звание «Экипаж коммунистического труда». В 1961 году за эффективное руководство был награждён званием «Лучший капитан Министерства морского флота». Указом Президиума Верховного Совета СССР от 9 августа 1963 года «за выдающиеся успехи, достигнутые в деле развития морского транспорта» удостоен звания Героя Социалистического Труда с вручением ордена Ленина и золотой медали Серп и Молот.
С 1969 по 1976 года — капитан пароходов «Белоостров», «Победино» Сахалинского морского пароходства.
В декабре 1976 года вышел на пенсию. Проживал во Владивостоке, где скончался в 1995 году.
Похоронен на Морском кладбище Владивостока
Награды
- Герой Социалистического Труда
- Орден Ленина
- Орден Красной Звезды
- Медаль «За победу над Германией в Великой Отечественной войне 1941—1945 гг.»
- Медаль «За победу над Японией»
- Медаль «За трудовое отличие» — дважды (10.08.1945; 29.03.1952)
- Почётный работник морского флота (1960).